# Кумысное (посёлок остановочного пункта)
Кумы́сное — посёлок остановочного пункта в Троицком районе Челябинской области. Входит в состав Клястицкого сельского поселения.

## География
Кумысное, остановочного типа при ж.-д. пункте. Относится к Клястицкому сельскому поселению (Троицкий район). Расположен в центральной части района. Рельеф — равнина (Западно-Сибирская равнина); ближайшая выс.— 218 м. Ландшафт — лесостепь. протекает небольшая река, пересыхающая в засушливые периоды. Расстояние до районного центра Троицка, 23 км., до центра сельского поселения (с. Клястицкое) — 7 км.

## Население
| 2002 | 2010 |
| ---- | ---- |
| 82   | ↗84  |

По данным Всероссийской переписи, в 2010 году численность населения посёлка составляла 84 человека (39 мужчин и 45 женщин).
(в 1926 — 6, в 1970 — 62, в 1995 - 78)

## Транспорт
Кумысное, ж.-д. станция 5-го класса (Карталинское отделение ЮУЖД). Находится в 113 км от Челябинска. на линии Челябинск— Троицк (терр. Троицкого райна), в 14 км к северу от районного центра. 
Основан в 1932 для усиления пропускной способности ж.-д. участка. 
В 2003 на станции ручное управление стрелок было заменено на автоматический. Через  следуют пассажирские, пригородные и грузовые поезда Карталинского направления. 

## Улицы
- Пристанционная улица